# Такео Такахаши
Такео Такахаши (јап. 高橋 武夫; Токио, 13. мај 1947) бивши је јапански фудбалер.

## Каријера
Током каријере је играо за Фурукава и Toshiba.

## Репрезентација
За репрезентацију Јапана дебитовао је 1966. године. За тај тим је одиграо 14 утакмица и постигао 4 гола.

## Статистика
| Јапан  | Јапан   | Јапан  |
| Година | Наступи | Голови |
| ------ | ------- | ------ |
| 1966.  | 2       | 1      |
| 1967.  | 1       | 0      |
| 1968.  | 2       | 0      |
| 1969.  | 1       | 0      |
| 1970.  | 8       | 3      |
| Укупно | 14      | 4      |